# Eocyzicus diqueti
Eocyzicus diqueti är en kräftdjursart. Eocyzicus diqueti ingår i släktet Eocyzicus och familjen Cyzicidae. Inga underarter finns listade i Catalogue of Life.